# Červené Pečky
Červené Pečky jsou městys ležící v okrese Kolín mezi městy Kolín a Kutná Hora asi šest kilometrů jižně od Kolína. Žije zde přibližně 2 100 obyvatel a jejich katastrální území má rozlohu 1617 ha. Nedaleko obce vede železniční trať 014 Kolín–Ledečko se zastávkou. Červené Pečky jsou také katastrální území o rozloze 5,99 km².

## Historie
První záznam o obci Pečky je roku 1333 a je zmiňován jako statek bratří Zdislava z Peček a Václava z Bohouňovic. Pečky po Zdislavově smrti přešly do vlastnictví vladyků z Bohouňovic, obce situované asi 3 km západním směrem. Běh dějin zanechal v regionu další významnou stopu v době husitských válek za druhé křížové výpravy krále Zikmunda (1421–1422). Běžně uváděná bitva u Kutné Hory proběhla 6. ledna 1422 u Nebovid.
Pro další vývoj Peček je důležitý rok 1530, kdy panství koupil Václav Hrabáně z Přerubenic. Obec se nadále nazývala Pečky Hrabáňovy. Roku 1754 se panství ujal svobodný pán Ignát Koch, aby již 10. května 1755 dosáhl povýšení Peček Marií Terezií na městečko (městys). Po bitvě u Kolína (u Křečhoře) v roce 1757 zakoupilo Pruské království střed rozcestí (směrem na Nebovidy a Dolany) a zřídilo zde hromadný hrob pruských vojáků, na němž byla později postavena jednoduchá mohyla.
Poslední změna majitelů nastala v roce 1794, kdy městečko Pečky koupil Leopold Hrubý. Od roku 1868 nese městečko oficiální název Červené Pečky, zřejmě podle natření zámeckého pivovaru volskou krví, odlišuje se tak od města Pečky, které leží také v okrese Kolín.
Zámek rodiny Hrubých z Jelení byl postaven v 17. století na místě původní tvrze. Náleží k němu budova pivovaru, zámecký park v anglickém stylu s mnohými vzácnými stromy starými více než 150 let. Největší slávu zažíval zámecký park na přelomu 19. a 20. století. Díky zálibě majitele barona Bohdana Hrubého v botanice se zde pěstovaly a šlechtily v desítkách skleníků okrasné rostliny, zejména orchideje, jejichž kolekce patřila k jedné z nejslavnějších v Evropě. Zdobily císařské sídlo a dodnes se nachází v Schönbrunnu[zdroj?]. Na okraji obce na místě bývalého hřbitova Na Střelově s kostnicí si rodina Hrubých v roce 1846 postavila empírovou kapli Svatého kříže s rodinnou hrobkou.
Ve druhé polovině 19. století za barona Bohdana Hrubého, milovníka umění, zažily Červené Pečky další rozkvět. Na škole v někdejší budově, čp. 6 působil kapelník František Kmoch a spisovatel František Flos, autor Lovců orchidejí. Velkým stavebním počinem byla stavba moderní třípatrové školy v Červených Pečkách v letech 1925–1927.
Od 10. října 2006 byl obci vrácen status městyse.

### Územněsprávní začlenění
Dějiny územněsprávního začleňování zahrnují období od roku 1850 do současnosti. V chronologickém přehledu je uvedena územně administrativní příslušnost obce v roce, kdy ke změně došlo:
- 1850 země česká, kraj Pardubice, politický i soudní okres Kolín[6]
- 1855 země česká, kraj Čáslav, soudní okres Kolín
- 1868 země česká, politický i soudní okres Kolín
- 1939 země česká, Oberlandrat Kolín, politický i soudní okres Kolín[7]
- 1942 země česká, Oberlandrat Praha, politický i soudní okres Kolín[8]
- 1945 země česká, správní i soudní okres Kolín[9]
- 1949 Pražský kraj, okres Kolín[10]
- 1960 Středočeský kraj, okres Kolín
- 2003 Středočeský kraj, obec s rozšířenou působností Kolín

### Rok 1932
V městysi Červené Pečky (přísl. Bojiště, Dobešovice, 1410 obyvatel, poštovní úřad, četnická stanice, sbor dobrovolných hasičů) byly v roce 1932 evidovány tyto živnosti a obchody: 3 lékaři, bednář, biograf Sokol, obchod s cukrovinkami, 4 obchody s dobytkem, drogerie, 2 holiči, 5 hostinců, 2 kapelníci, knihař, 3 koláři, 2 kováři, 5 krejčí, 2 lomy, mechanik, obchod s obuví Baťa, 2 obuvníci, 6 obchodů s ovocem, 2 paliva, 3 pekaři, obchod s lahvovým pivem, Hrubého Josefa parostrojní pivovar a sladovna a továrna na hliněné a šamotové zboží, pohřební ústav, 4 pokrývači, 2 porodní asistentky, radiopřístroje, 6 rolníků, 5 řezníků, sedlář, 9 obchodů se smíšeným zbožím, spořitelní a záložní spolek v Červených Pečkách, stavební a bytové družstvo, 5 trafik, 3 truhláři, velkostatek Hrubý, 2 zahradnictví, zednický mistr, zubní ateliér.

## Obyvatelstvo
| Rok            | 1869  | 1880  | 1890  | 1900  | 1910  | 1921  | 1930  | 1950  | 1961  | 1970  | 1980  | 1991  | 2001  | 2011  | 2021  |
| -------------- | ----- | ----- | ----- | ----- | ----- | ----- | ----- | ----- | ----- | ----- | ----- | ----- | ----- | ----- | ----- |
| Počet obyvatel | 1 041 | 1 066 | 1 052 | 1 073 | 1 025 | 1 122 | 1 190 | 1 167 | 1 376 | 1 065 | 1 115 | 1 141 | 1 169 | 1 169 | 1 413 |
| Počet domů     | 134   | 134   | 141   | 152   | 157   | 166   | 219   | 268   | 317   | 273   | 301   | 353   | 361   | 397   | 397   |

## Části městysu
- Bohouňovice I
- Bojiště
- Bořetice
- Červené Pečky (včetně ZSJ Dobešovice)
- Dolany (včetně ZSJ Čertovka a Malá Vysoká)
- Opatovice

## Doprava
- Pozemní komunikace – Městysem prochází silnice III. třídy. V blízkosti  městyse prochází silnice I/2 Praha – Kutná Hora – Pardubice a silnice I/38 Havlíčkův  Brod – Čáslav – Kolín – Nymburk. Městys je obsluhován autobusovou linkou Kolín – Červené Pečky a Kolín – Červené Pečky – Kutná Hora dopravce OAD Kolín.
- Železnice – Městys Červené Pečky leží na železniční trati 014 Kolín – Uhlířské Janovice – Ledečko. Je to jednokolejná regionální trať, zahájení dopravy bylo roku 1900. Na území městyse leží železniční zastávka a nákladiště.

## Společnost
V Červených Pečkách je mateřská i základní škola s kapacitou dostačující i pro okolní obce. Objekt bývalého zemědělského družstva je přeměněn na středisko drobných služeb (čalounictví, opravna automobilů, truhlářství, výroba a prodej brusných prostředků). V obci je pošta, knihovna, zdravotní středisko s ordinacemi dětského, zubního a praktického lékaře, lékárna, několik restaurací a další služby a obchody s různým sortimentem.
Sportovnímu vyžití slouží multifunkční hřiště, fotbalové hřiště, kuželna, tenisové kurty, hřiště pro plážový volejbal a zrekonstruované školní hřiště. K pořádání společenských událostí slouží sál v sokolovně a aula v základní škole. Spolky jako Sokol (kuželky, tenis, zájmová cvičení dětí i dospělých), Sbor dobrovolných hasičů, Klub důchodců, Český myslivecký svaz, Junák, fotbalový či lakrosový klub slouží aktivitám dětí i dospělých. V obci dříve fungovalo kino (dnes objekt truhlářství).
Červené Pečky a Bojiště jsou plynofikovány, v Červených Pečkách je vybudovaná čistírna odpadních vod a veřejná kanalizace, částečně veřejný vodovod. Hřbitov pro Červené Pečky se nachází v katastru obce Nebovidy.
V Červených Pečkách se koná od roku 1986 každoročně country festival Červenopečecká pecka. V obci od roku 1995 vychází periodikum Červenopečecký čtvrtletník. Aktivní je kulturní komise, která pro občany pořádá různé zájezdy do divadel, besedy, výlety a exkurze. Od roku 2011 probíhá v sále sokolovny Ples městyse, další tradiční akce jsou Myslivecký ples a Country bál.

## Pamětihodnosti
Na území obce je osm kulturních památek. Je to celý areál zámku (dvoukřídlý barokní zámek postavený J.F. Trautmannsdorfem v letech 1660–1667, pivovar z roku 1633, domek a budova pro služebnictvo), park včetně ohradní zdi s bránou, kostel Narození Panny Marie, sousoší Panny Marie s andílky na náměstí, boží muka u školy, empírová hrobka rodiny Hrubých z Jelení, trojboká kaplička v polích u Bohouňovic, slovanské hradiště v Bořeticích a socha svaté Markéty v Opatovicích.
V osadě Hranice poblíž obce Bohouňovice I se nachází kamenný viadukt z roku 1900, který se klene přes údolí říčky Polepky. Blízko vesnice se nachází přírodní památka Lom u Červených Peček s pozůstatky křídového moře. Z kopců nad obcí se otvírají výhledy do rovinatého Polabí.

## Osobnosti
- Rudolf Bergman (1876–1940), československý politik agrární strany a poslanec a senátor Národního shromáždění za Československou národní demokracii
- Josef Cikán (1914–1985), československý voják, příslušník operace Glucinium
- František Dvořák (1896–1943), archeolog, starosta, mučedník
- František Flos (1864–1961), spisovatel
- Vilém Fukner (1830–1906), agronom a mecenáš[14]
- Josef Matouš (1881–1971), středoškolský profesor, kritik a překladatel z polštiny
- Jan Rakušan (*1947), lékař a senátor
- Zdeněk Sosnovec (1958–2019), zpěvák, kytarista a textař[15]

## Galerie

Červené Pečky
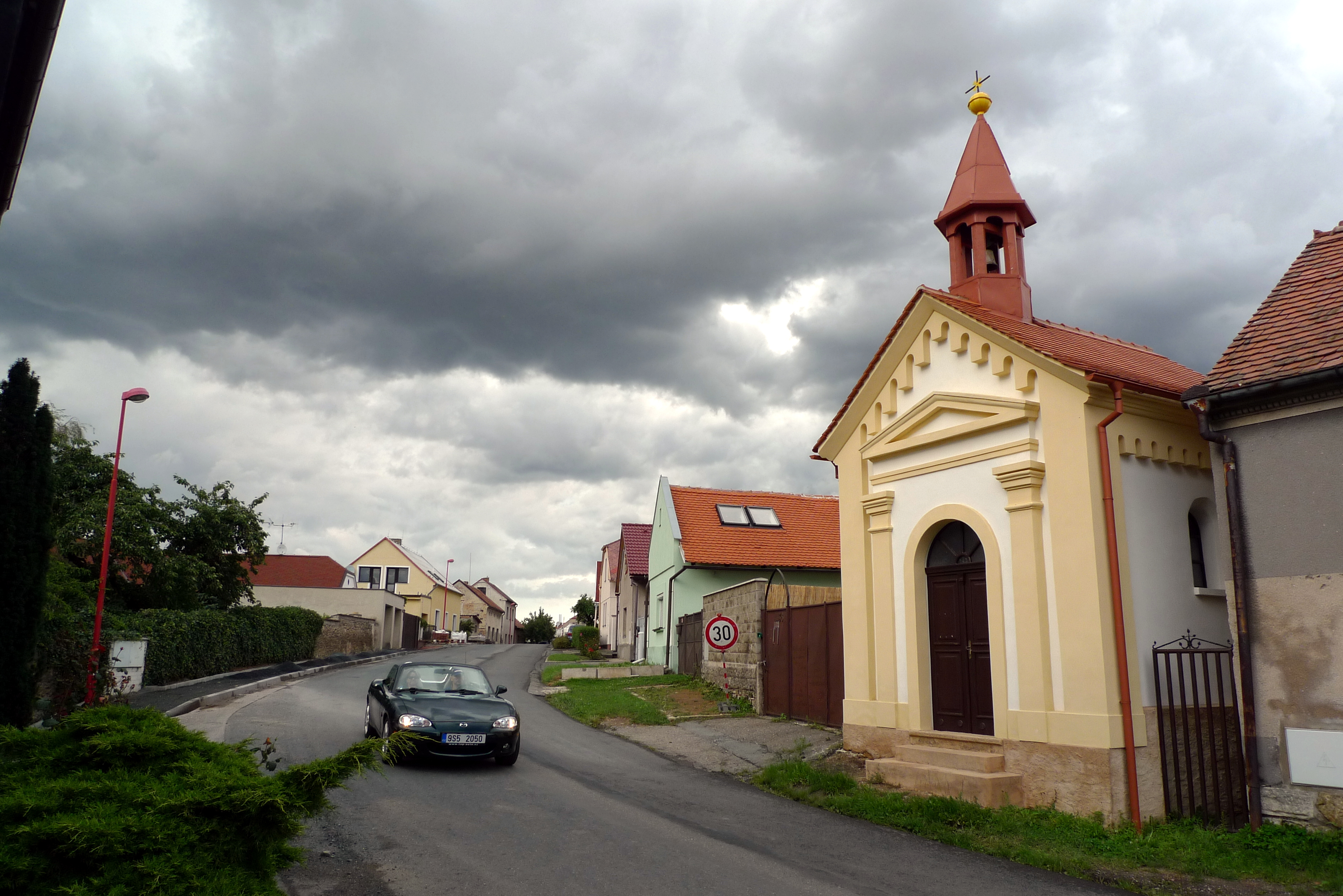
Kaplička v místní části Bojiště
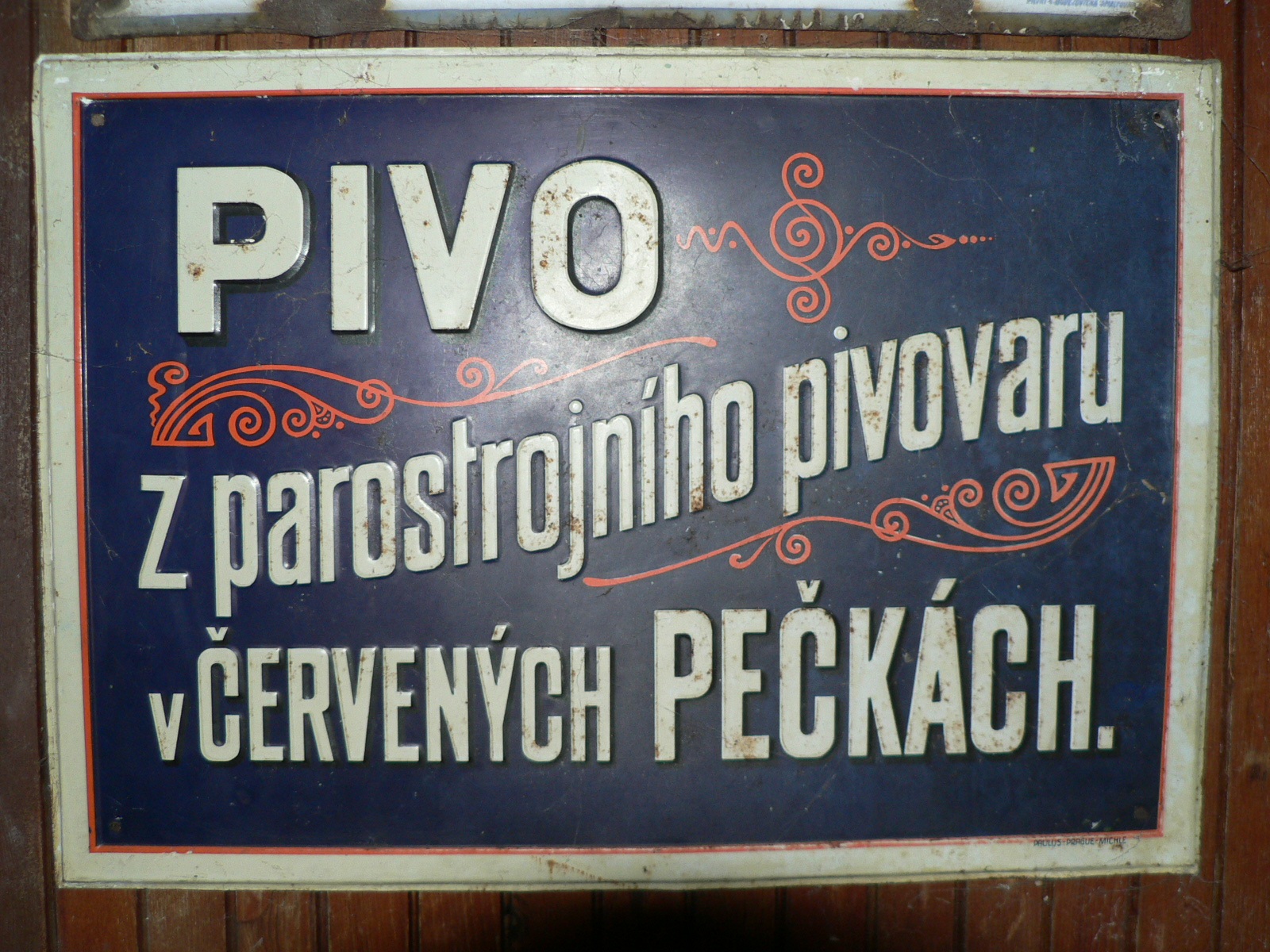
Parostrojní pivovar Červené Pečky
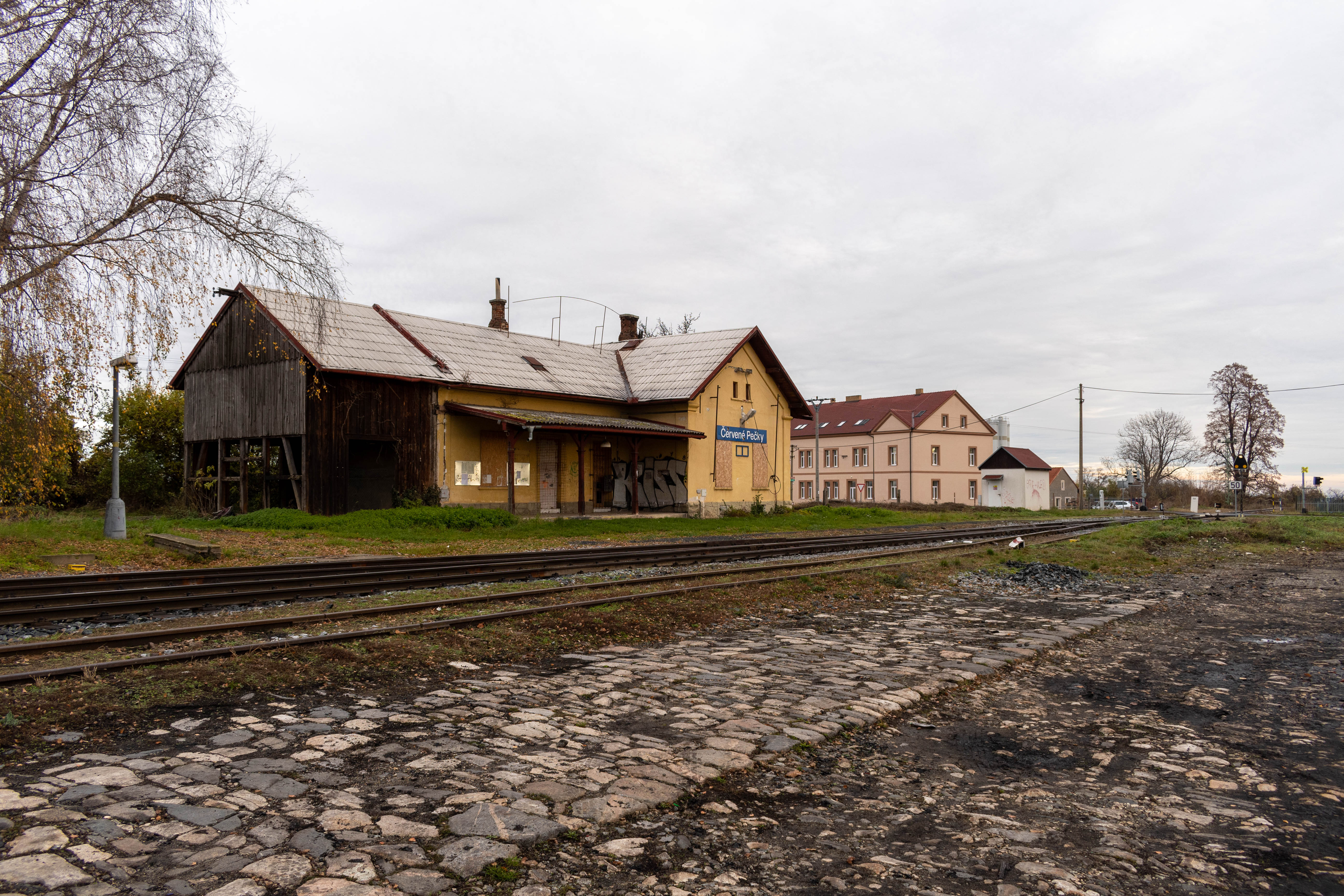
Železniční zastávka a nákladiště
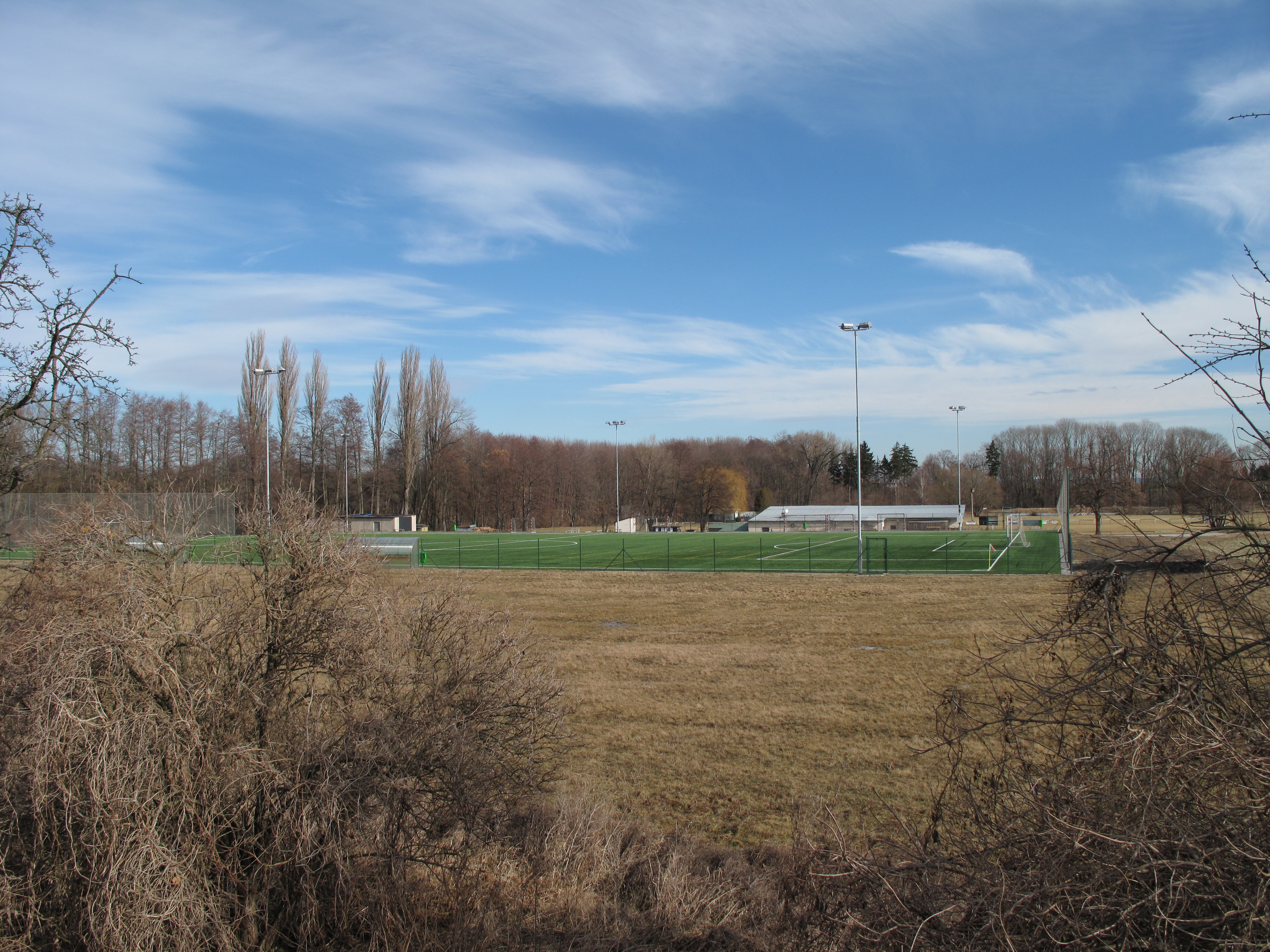
Fotbalové hřiště
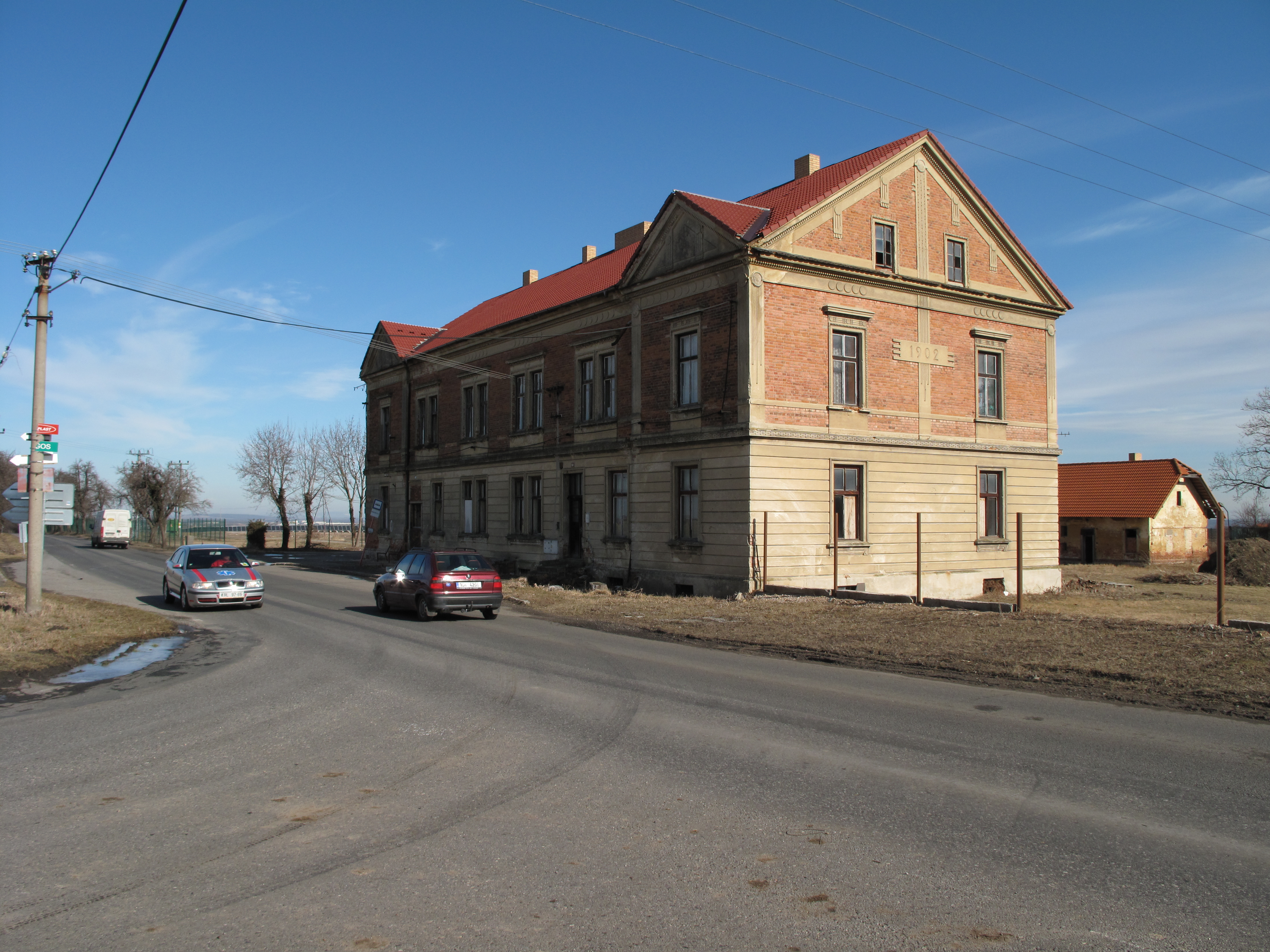
V Cihelně
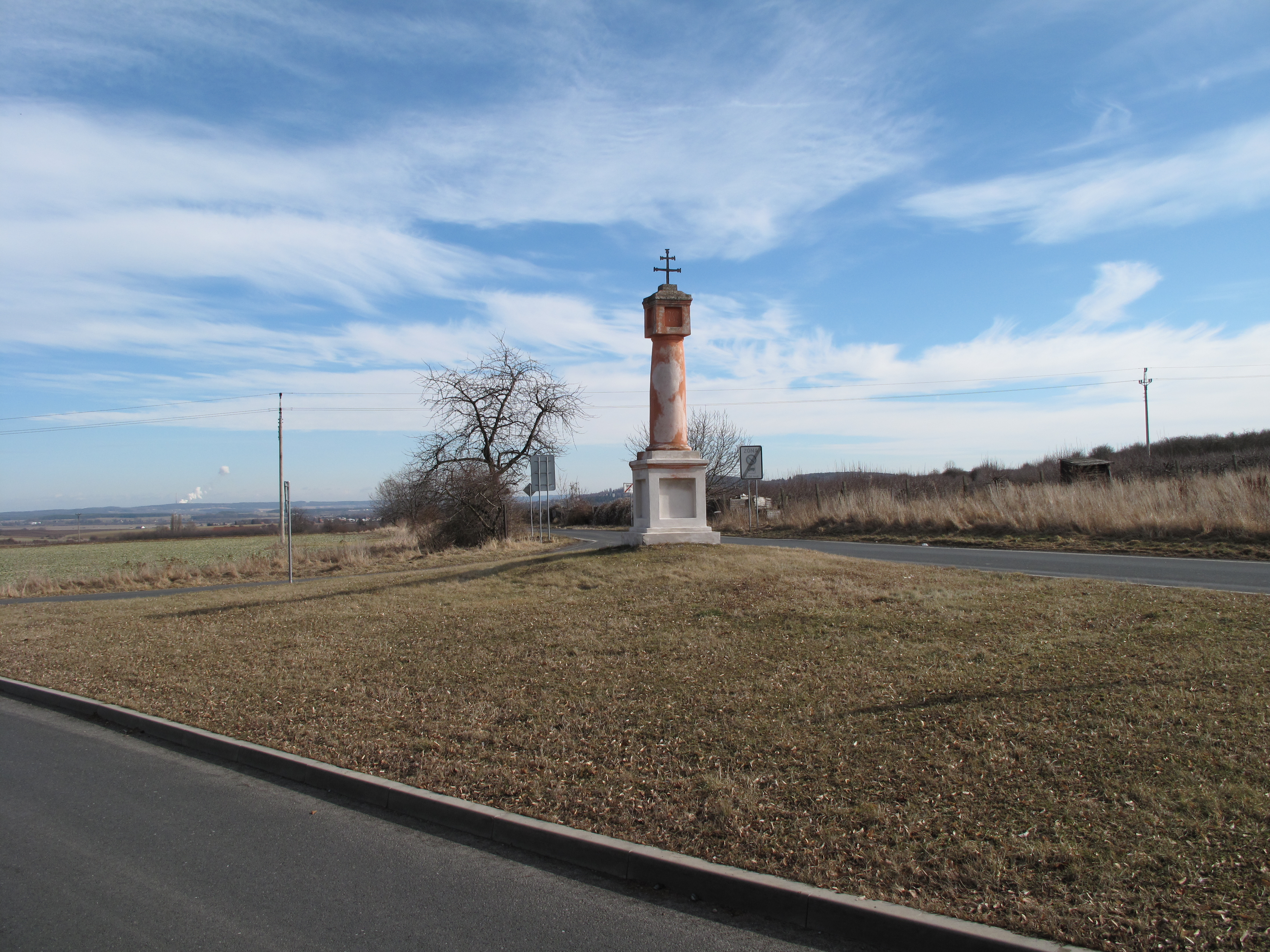
Křížek
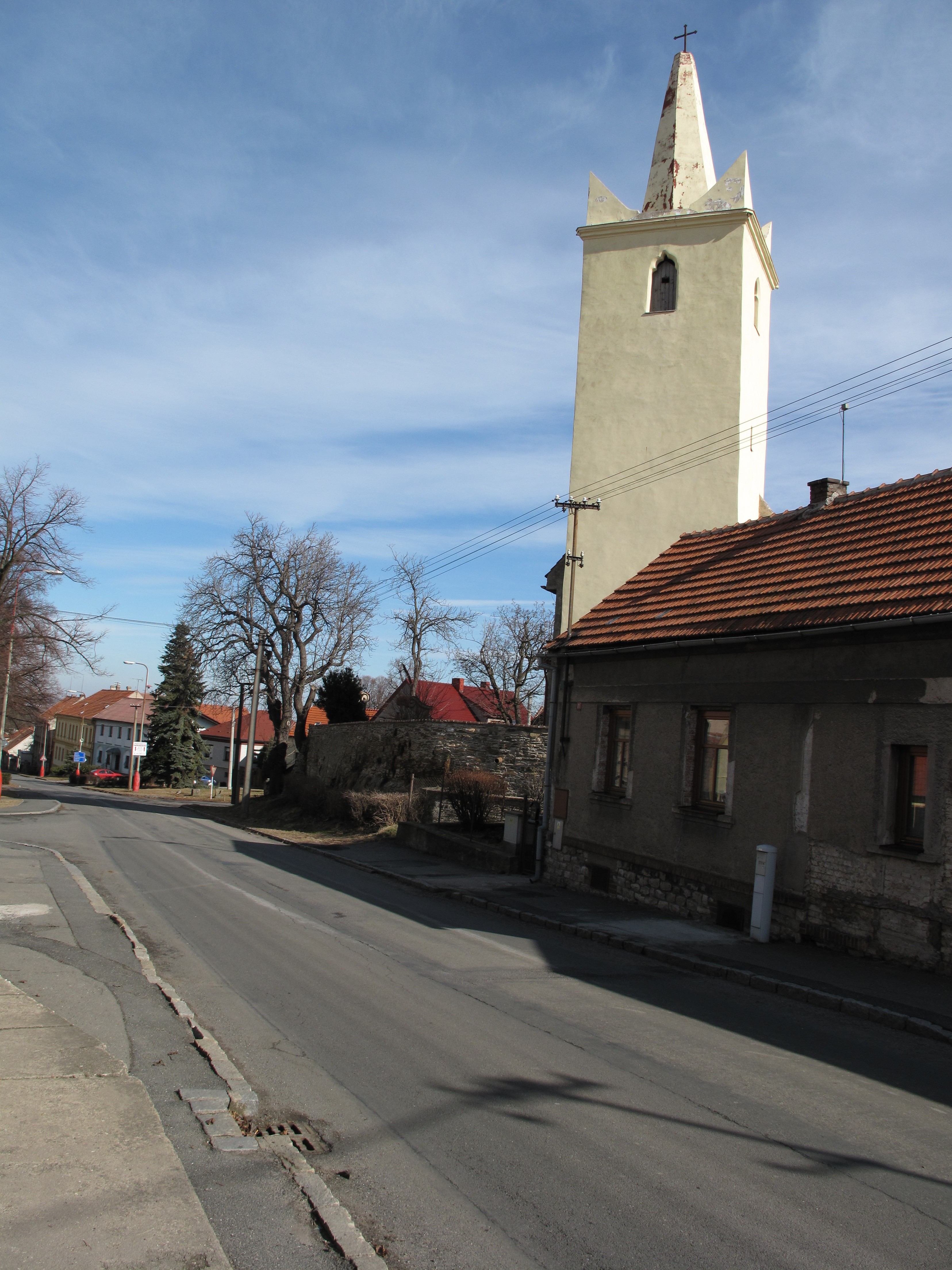
Kostel
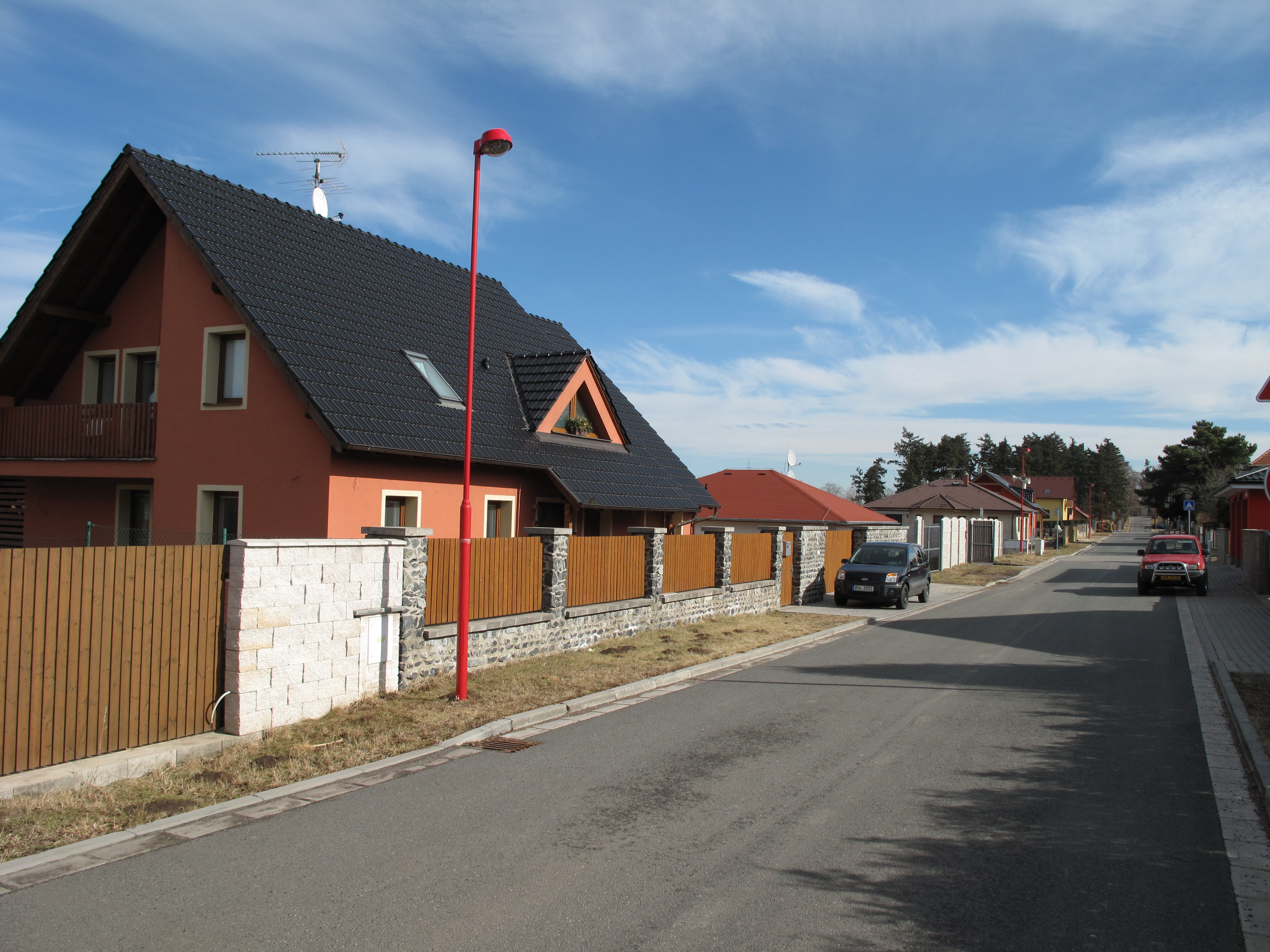
Nad hřištěm
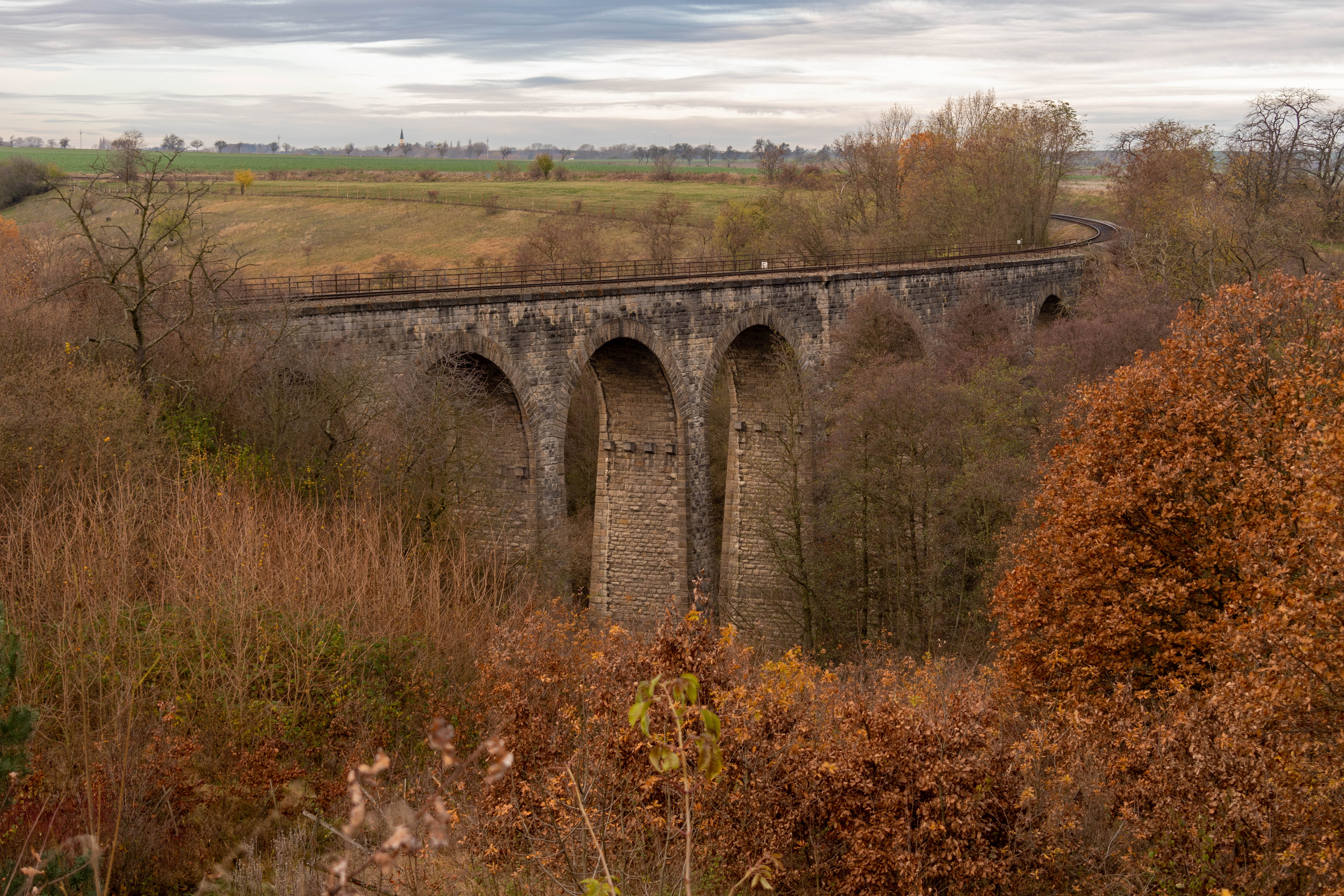
Památkově chráněný železniční viadukt u Červených Peček